# Crisógono
Crisógono fue un obispo de Aquilea del siglo IV que murió martirizado y está venerado como santo por la Iglesia católica. Se le representa a caballo, con armadura y lanza.

## Biografía
Crisógono murió en la persecución del emperador romano Diocleciano. Su nombre aparece dos veces en el Martyrologium Hieronymianum (un martirologio atribuido a san Jerónimo, el más antiguo que se conserva de los referidos a la iglesia latina) y se señala como fecha de su muerte dos días distintos: el 31 de mayo y el 24 de noviembre. Su culto se difundió rápidamente, y se dio su advocación a una iglesia en Roma, seguramente en tiempos del papa Silvestre I (314-335).

## Leyenda
En el siglo VI se popularizó en Roma una leyenda (quizá surgida para relacionar al santo con la ciudad de Roma, donde era venerado), según la cual, Crisógono era romano, vicarius Urbis y maestro de santa Anastasia de Roma. Encarcelado durante una persecución, fue trasladado a Aquilea, donde Diocleciano ordenó su decapitación. El cuerpo de Crisógono fue arrojado al mar, pero devuelto a la orilla. Lo encontró un sacerdote llamado Zoilo, quien le dio sepultura.
Su hagiografía fue recogida por Santiago de la Vorágine en La leyenda dorada.
El cuerpo de Crisógono se conserva en Venecia y su cabeza en Roma.

## Festividad
La iglesia de rito occidental lo celebra el 24 de noviembre (fecha de la consagración de su iglesia a su nombre) y la de rito griego el 16 de abril.